# Azur (réacteur)
Pour les articles homonymes, voir Azur.
Le réacteur français Azur (acronyme pour Alliage Zirconium Uranium), situé à Cadarache, est une maquette critique d'expérimentation des premiers cœurs pour le prototype à terre (PAT) de propulsion nucléaire navale.
Depuis sa première divergence, le 9 avril 1962, Azur a expérimenté tous les cœurs des réacteurs de la marine nationale française. Il est également utilisé pour la formation des équipages de conduite des chaufferies nucléaires embarquées et l'enseignement ; un cœur spécial est réalisé pour cet usage. Il est exploité à l'origine par le CEA, puis depuis 1974 par TechnicAtome.

## Caractéristiques
Azur est un réacteur de type pile-piscine, qui permet de tester du combustible neuf. Il fonctionne à température ambiante et à pression atmosphérique. Diverses formes d'absorbants sont aussi testés : croix, grappes, rideau. Le réacteur a fait l’objet d’une refonte en 2001-2002, pour prolonger son fonctionnement au-delà de 2015. Le contrôle-commande du réacteur a été mis à niveau, et c'est le même que celui du réacteur d'essais à terre (RES) de Cadarache dans le domaine.